# Kanton Valognes
Kanton Valognes (francouzsky Canton de Valognes) je francouzský kanton v departementu Manche v regionu Normandie. Po reformě kantonů v roce 2014 je tvořen 31 obcemi, do té doby sestával z 9 obcí.

## Obce kantonu
- Azeville
- Brix
- Écausseville
- Émondeville
- Éroudeville
- Flottemanville
- Fontenay-sur-Mer
- Fresville
- Le Ham
- Hémevez
- Huberville
- Joganville
- Lestre
- Lieusaint
- Montaigu-la-Brisette
- Montebourg
- Ozeville
- Quinéville
- Saint-Cyr
- Saint-Floxel
- Saint-Germain-de-Tournebut
- Saint-Joseph
- Saint-Marcouf
- Saint-Martin-d'Audouville
- Saussemesnil
- Sortosville
- Tamerville
- Urville
- Valognes
- Vaudreville
- Yvetot-Bocage